# 野原しんのすけ
野原 しんのすけ（のはら しんのすけ）は、臼井儀人の漫画作品『クレヨンしんちゃん』に登場する架空の人物で、同作の主人公。
アニメ版での声優は矢島晶子（初代、第1話Aパート - 第969話Cパート）→小林由美子（2代目、第970話Aパート - ）。

## 人物

### 特徴
容姿
下膨れ気味の輪郭に、太い眉毛、丸刈り頭が特徴。全体的な容姿は、父方の祖父・銀の介に似ている。鼻は描かれていないため、鼻に関する話においてみさえに「あら、あんた鼻あったの？」と指摘されたこともある。特徴的な頭は、みさえから頻繁にげんこつやグリグリ攻撃を受けているだけあって、硬い石頭である。作中の人物から「美男子」と呼ばれることはあまり無く、「くりくり坊主」、「じゃがいも」等と揶揄される事が多いが、自身は美男子だと思い込んでいる。目は初期は眉毛に対して小さく書かれていたが、絵が改変されるに伴い、大きくなっている。2000年代に入ると、目の円周の長さと眉毛の弧の長さがほぼ同じになっている。また、この頃から放心状態あるいは茫然自失になったときは、初期の頃の比べてもはるかに小さいゴマ粒状の大きさとなる、と目もしんのすけの感情を表出するポイントとなっている。

一人称
一人称は「オラ」。当初はみさえに教えられて「ボク」と言っていたが、銀の介がひろしとみさえが一緒にミュージカルに行った際に一晩世話をした時に覚えた。そのため、「オラ」と聞いたみさえはショックを受けていた。「ボク」は、現在では猫を被る際に使用する。主にななこお姉さん（大原ななこ）の前で「ボク」を使うことが多い。

笑い方
笑う際には、後ろを向いて目を見せず、口だけをニヤリとさせる。目が描かれた状態で笑い顔を見せることはほとんどない。ただし原作やアニメにおいて、目の辺りを隠した状態やサングラスをかけた状態では、正面向きの笑顔を見せる。なお、後ろ向きの笑顔は登場人物全般、とりわけ野原一家に多く見られるが、他の登場人物が正面向きの笑顔も見せているのに対し、しんのすけとその妹・野原ひまわりは（普段は）正面向きの笑顔を見せない。なお、アニメでは2000年代後半までの作画では顔は後ろ向きで笑って口は湾曲状で開いている状態に対し、2013年頃からの作画では顔は横向きで笑って口は三角形で大口開けている状態に差し替えられている。

服装
服装は、原作では山吹色のTシャツに紫色の半ズボン。パジャマは白地に丸、三角、四角の柄である。布団には牛の模様がある。アニメでは赤いTシャツに黄色い半ズボンとなっている。好きなパンツは「アクション仮面」や「カンタムロボ」の絵の入ったもの。靴下に関しては、原作では履いているときとそうでないときがあり統一されていない（表紙ではほとんど履いていない）。水着はアニメでは基本的に赤色。
みさえの呼び方
通常は「母ちゃん」で、ふざけた時は「みさえ」や「ケツデカみさえ」「妖怪ケツデカオババ」などと言って怒られている。パパの口真似をして、｢みさえ｣と呼んで、パパの口真似はやめなさいと よくみさえに怒られる。映画『アクション仮面VSハイグレ魔王』などでは「ママ」と呼んだこともある他、アニメでも何かを強請る時などに媚を売る目的で「ママ」と呼ぶ事がある。
みさえは常日頃から「ママ」と呼んでもらいたいと思っており、何度か矯正しようと試みた事があるものの、「母ちゃん」という呼び方はしんのすけなりに情愛を込めた呼び名である模様で、「『ママ』って呼んで」とみさえに懇願されても、「『ママ』なんてオラの母ちゃんじゃない。偽物だ！」と明確に拒否した。

### 性格
かなりの能天気でマイペースな性格。基本的に周囲の事はほとんど考えておらず、周囲に散々迷惑をかけても当人には自覚がなく、あたかも他人事のように済ませるなどのケースが数多い（その際、「オラは何もやってないゾ」とでも言うようにふんぞり返っていることが多々ある）、作中屈指のトラブルメーカーである。公衆の面前でも平気で裸になる、他人のリズムに合わせない、空気を読めない（読まない）発言が多いなど、全体的に粗の目立つ性格。みさえとの「お約束条項」はほとんど守らず、通常の注意も守っていない。おバカなギャグが大好きで、人前で下品なことを平気で行う。主なギャグは尻を出しながら高速で移動する「ケツだけ星人」（尻を出さないこともある）、ほか「半ケツフラダンス」、ぞうさん（陰茎）を出して踊る「ぞうさん踊り」、陰嚢を動かす「いなりずし」、頭にズボンを被って頬を大きく膨らませる「ケツ顔マン」など多芸である。また、シロにリードを持たせて犬の真似をしたり、スキューバダイビング中に魚の餌を食べたりと、常人であれば屈辱的と思える行動や意地汚い行動も平気で行う為、その都度周囲から「人間としてのプライドを持て！」などと呆れられる事もしばしば。臼井によれば、基本的にはしんのすけはいい子であるが、良いことと悪いことの区別がつかないためにトラブルを起こすという。また、いけないことをしたときは、必ずみさえが懲らしめを与えている。
ただし、こういった性格は年上や同級生（主に河村をはじめとするバラ組の園児達やマサオのいじめっ子）から勝負や賭けを挑発されても崩れず、大抵はこれがプラスに働く。特に勝負ごとに強いわけでも弱いわけでもないが、勝つ事よりも自分のペースを保つ事が主になっていることで、対戦相手がしんのすけのペースに飲み込まれて自滅して、しんのすけが勝利することが多い。一方で、勝負中に劣勢を打破する為に反則同然の禁じ手を用いる事もある。相手もしんのすけに反則技を仕掛けるが、崩れるどころか素直に受け止めることでかえってそれが有利な材料に働き、しんのすけの勝利をアシストする形となっている。いずれにせよ結果として、マサオをいじめから救うこととなっている。最後はマサオに「ありがとう、しんちゃん」と言われ、しんのすけは「どういたまして」と返す。しんのすけのマイペースな行動や言動にいつも呆れているマサオだが、それでもしんのすけを大事な親友と思っている所以の行為の一つである。しんのすけが勝利することが多いため、ひまわり組vs.バラ組での勝負事（コートの取り合いや夏祭りの金魚すくい）では、ひまわり組のラスボス（バラ組の対戦相手は、河村いわく『先生』）として割り当てられることが多い。
立ち直りが早く、誰かに怒られた後でも平然としている事が多い。ただし、恋い慕っている大原ななこの前で恥ずかしい姿を見られた場合などは、ショックでしばらく立ち直れなくなる。
自らドジを踏んだり、調子に乗ったり、やる事が空回りしてしまったりするなどして、最後はこっぴどく叱られたり、呆れられたり、目的を失敗するなど、散々な目に遭って終わるオチもしばしばである。特にななこが関わる事になると、格好良いところを見せて目を惹かせようと企てる事が多いが、その場合は余計に空回りしたり、詰めの甘さを見せやすくなり、最終的に逆に大恥を晒してしまったり、面目を失う、会うチャンスを逃してしまうなど、普段以上の災難に遭うオチになる事が多い。当人のいたずら・ひまわりの面倒またはシロの散歩を他の人物に押し付けた事・頼まれた物と違う物と買ってしまった事を隠蔽しようとしてさらに事態を悪くしたり、罪を他人に擦りつけるなど悪い一面も見せており、両親を始めとする他の人物に怒られても全く懲りる事はない。
初期はみさえからお仕置き（特に尻叩き）を受けると大泣きする事があったが、後にげんなりとした表情をするように変わり、泣くことは滅多に無くなった。
物怖じしない性格であり、並大抵のいじめっ子や人相の悪い人物と相対したり迷子になっても臆することはない（一部の劇場版の悪役などの完全に悪逆非道な人物と相対した時や、心理的に激しく動揺しているせいでいつものペースが出せない時など、怖気づいて及び腰になってしまったケースもある）。好奇心も旺盛で、他人が面白そうなことをやっていると首を突っ込み自分もやりたがる。また、しんのすけがシリアスシーン以外で真面目なことを言うと、周囲の人間から気味悪がられるほどに驚かれ、また、大抵裏があり（お菓子がもらえる、綺麗な女性にいいように見せたいなど）しんのすけの性格をわかっている人間には見抜かれることが多い。
耳に息を吹きかけたりなどのセクハラじみた悪戯をよくする。とりわけ男性キャラ（特に風間トオル）に対するセクハラが多い。
また、大便の時間が長く（30分ほど）、そのせいでしばしば幼稚園バスに乗れず、みさえが自転車で送っている。
弱点はほとんどないが、局部への打撃や、アニメ初期にはカメラを向けられると緊張して固まってしまうなどの弱点があった。また、「怒りモード」でお説教や面倒事を押し付けてくるみさえや「リアルおままごと」への参加を強要してくるネネといった気性の荒い女性や、ひまわり、あい、忍、むさえといった極端にマイペースな女性に対しては普段のペースが活かせず、頭が上がらなかったり、普段とは逆に一方的に振り回されてしまう事も多い。
寝相が極めて悪く、寝ながら布団から離れてしまうことは日常茶飯事で、大原四十郎（ななこの父）からは「オリンピックに寝相の悪さ競技があれば金メダルを獲れる」とまで評された。また、一度眠ると怒鳴られても揺すられても全くと言っていいほど起きない。ななこが自宅に来ることになった時はうっかり眠ってしまい、帰るまで起きず、その後号泣した事もある。
ナンパ癖があり、どんな状況でも綺麗な女性に声をかけることを忘れない。ナンパの仕方は「時代錯誤な言葉で話しかける」か「意味不明の質問をする」のいずれかである。客寄せの才能があり、焼きそば屋台の宣伝をした際には店に行列ができた。
独特の感性を持っており、佐藤マサオが幼稚園のトイレで大便をしたことで笑い者になった際、「うんちマン」（アニメでは「おトイレマン」）のあだ名をつけられた事に対して羨望の感情を示し、同様に大便の排泄をし「うんちマン2号」（「おトイレマン2号」）のあだ名をつけられ大喜びし、直後にコスチュームを作り他の園児の注目を浴びた。しかしこの行動によって、園児たちは幼稚園のトイレで大便をするのを恥ずかしがらなくなった。
お客さん用の高級菓子を食べたがったり、入浴していると必ず高級シャンプーを使い、しんのすけ用の安いシャンプーや石鹸は頑なに使わないなど、高級品が好きなことがうかがえる描写も存在する。
一般的に恥ずかしいとされることを厭わない一方、公園の滑り台でズボンの臀部が破損した際にパンツを見られるのが恥ずかしいという理由でパンツごと脱いで帰宅する、排便後の臀部（便を拭いていない尻、排泄前なら問題ない）を大原ななこに見られてしまってガックリとしている等、独自の基準はあるが羞恥心を持ち合わせている。不意に常識的な羞恥心を述べることもあるが、大概は周囲の人に「人前で平気で脱ぐくせに」などと突っ込まれる。
また、稀に父のひろしと母のみさえがラブラブになっていると「近くで時間を潰して来ようか？」「じゃ子供は早く寝てやるか」などの妙な気遣いをすることもある（実際に何を行うか理解しているわけではない）。例外的にひろしとみさえがキスしようとしているときにしんのすけもキスするような仕草をして、それに驚いたみさえの歯がひろしに激突し、ひろしが出血をしたことがある。
「鬼のいないかくれんぼ」や「死体ごっこ」、「けが人ごっこ」などの奇抜な遊びを一人ですることもあり、まれにボーちゃんが参加することもある。初期ではみさえのパンツやブラジャーで遊ぶことが多かった。
替え歌や自作の歌を多く編み出しよく歌唱しており、本作品とコラボをしたCMにはしんのすけが歌唱しているものが多い。他にも、「お元気出して踊り」や「トウモロコシダンス」等のダンスも編み出している。
お酒を飲むときちんとお片づけをする、さらに言葉遣いが丁寧になりお手伝いを自ら進んで行う性格に変わる。
このような奇妙な性格ながらも、注射や歯医者が苦手だったり、お雑煮と聞いてゾウが煮られていると思い込む・カップ焼きそばの加薬を見つけて火薬と勘違いし、爆発すると思い込む・ピーマン料理ばかりで失神する・妹のひまわりの前でお漏らしをしてしまいひまわりに「誰にも言わないで」と懇願する・冗談を真に受ける・静電気に触った相手と結婚出来ると思い違いするなど、歳相応の子供らしい一面も見せる。
良くも悪くも型破りで変則的な性格・嗜癖故に、自意識やプライドが高かったり、エリート至上主義、一流を気取った人間からは「下品」「気持ち悪い」「生意気」「クソガキ」などと見下されたり、侮辱される事も珍しくないが、上述にもある超が付くほどの前向きかつ、立ち直りの早い性格の為、どんな嫌味、侮蔑の言葉を受けようとも、それに対して立腹したり気を落とすような事はほとんど無い。
上記のように基本、喧嘩や争いは好まない性格であるが、風間が誤ってしんのすけの作った粘土作品を落として壊した時は、風間を叩いて大げんかに発展させたり、祖父・銀の介が納豆に生卵を入れた事に激怒し、大口論するなど、本気で激昂した際にはみさえをはじめとする周囲の人間さえも閉口させるほどの怒りを顕にする。また、しんのすけの関係者の大人が他の大人にバカにされたとき（自身のためにバカにされたことも含む）は、表立って立腹はしないが、何気ない言葉で反撃することがある。例えば、英会話教室で宇集院魔朱麿の母親がみさえに対して、しんのすけに英会話を「豚に真珠」と貶した際は、「おばさん（=宇集院魔朱麿の母親）にダイヤ」と言い返す、ふたば幼稚園に見学に来て幼稚園を尽く腐す発言をした高飛車な母親を上尾先生の性格を利用して撃退させる等である。このことでバカにされた大人をハラスメント発言から守る形となっている。また、家族に対して明らかに侮辱的な暴言をつかれると激昂した事もある。
一見ふざけた行動が目立つしんのすけだが、少なからず長所もある。原作者の臼井は、根はいいヤツであり、男の優しさを持った幼児であると評価している。しんのすけはいじめをせず、弱い子をいじめっ子から助ける描写が多く存在する。純粋に困っている人は見捨てられない性格であり、自己犠牲になること、そして助けることは厭わない。また、恩に着せることも絶対にしない。例として、野原家の長男としてひまわりの面倒を見たり、家事に追われているみさえを見かねて手伝ったりすることもある。シロが好きになったメスの野良犬が目の前で轢き逃げされ悲しんでいた夜には一緒に寝てあげる、熱繰椎造が幼稚園を去った後椎造に気持ちを伝えられず泣いていたネネを慰める、前日遊びへの誘いを無下に断られたにもかかわらず、お漏らしをしたため友人たちに縁を切られて落ち込んでいた風間を励ます、単身赴任で家にいない風間の父親と風間が2人っきりで遊べるように密かに計らう、ふたば幼稚園の遠足に持っていくおやつの菓子をマサオとシギハラストアで買う際にマサオの持ち金が足りなかった時に自分のつり銭の内の100円をあげる、運動会のリレーでころんだマサオくんに駆け寄り一緒にゴールする、勘違いとはいえ（みさえの第二子妊娠が発覚）みさえの余命が3か月しかないということに対して号泣する、動物園から脱走し仲良くなったサルが捕獲され動物園へ連れ戻されると涙ながらに見送る、勘違いではあるがよしなが先生の退職を止めさせるためカスカベ防衛隊を率いて幼稚園を抜け出し電車に乗って石坂の会社へ駆けつけ、石坂に号泣しながら抗議するなどがある。母のみさえの同窓会で、親友おケイと酒乱状態になった母親のことを同窓生たちに謝って回り、「しっかりした息子さん」と異例の高評価を受けたこともある。ななこのボディーガードになるために黒磯に弟子入りした際には、見習いSPとして参加した酢乙女家のパーティーにおいて、フライドチキンを取ろうとあいの近くのテーブルに飛び乗った際に、偶然にもあいめがけて弾け飛んだシャンパンのコルクが顔に当たり、結果的に「体を張ってあいを守った」とパーティーに招待された来賓達から称賛されていた。また、その気になれば規則正しい生活をし、幼稚園の掃除も率先して行う優等生的な生活を送ることもできる。
また妹思いであり、アクション仮面ガムで当たりを出した時に景品としてもう1個もらえた時は、そのおまけをひまわりへのお土産として持って帰る、プリンが一つしかない時は半分あげる、等の良き兄としての一面もしっかり持っている。ただ、ひまわりにはプリンを半分あげるつもりが全部食べられる、さらには横取りされる、と散々な目に遭っており、それが元で喧嘩になることも時々あるが、普段は仲の良い兄妹である。
回りからツッコまれる事が多い反面、時には両親をはじめとした大人キャラに冷静に鋭いツッコミを入れることもある。
年齢に問わずコミュニケーション能力が非常に高く、自身と同世代の子供から大人、果てはヤクザやマフィア等の裏社会の人間やサルやカラスといった動物までも意気投合し、最初は敵対していた人物とも自身のペースに巻き込み、親しくなることも多い。また、ひろしの職場に同行する事もあり、ひろしの上司とも面識がある。
本人にその意思はないものの、しんのすけの行動によって出会った人間の運命が大きく左右される傾向が強く、善人の場合は幸運が齎され、悪人または性格に難がある人物は災難に遭うことが多い。また、悪人であっても根は善良な人物はしんのすけの行動を見て自分自身を悔い改め改心するケースもある。この傾向が固まる前は、善人・悪人問わず理不尽な目に遭うことが多く、特に原作・アニメ共に初期から中期にかけては、酒井しのぶやよしいうすとといった何度もしんのすけと関わってしまい、その都度手酷い災難な理不尽な不幸に遭ういわゆる「被害者」的な役回りの準レギュラーな人物もいた。
一方で、みさえ（逆にしんのすけのせいで災難に遭うことも多い）・ひまわり・ネネなどの頭が回る人物に手玉に取られたり、むさえ・鳩ヶ谷夫妻・あい・忍・上尾先生などのしんのすけ以上にマイペースな人物達に翻弄されてしまう事も多く、このケースではしんのすけ（や周囲の人間）が災難やトラブルに巻き込まれたり、貧乏くじを引かされる羽目になる事もある。
作中では、しんのすけが様々な動物やキャラクターなどのコスプレを度々披露している。その内容は多岐に渡り、アクション仮面、カンタムロボ、怪獣シリマルダシ、犬、猿、豚、コアラ、ペンギン、ニワトリといったものから、毛虫（そのままチョウに変身できる）、ゴキブリ、ヘビ、クジャク、ミミズ、キノコ、ナメクジ、カメレオン、大便などの奇抜なものまで幅広い。たまに、女装をする。これらの多くは幼稚園の工作の授業や、みさえの手によって製作されたものである。
テレビアニメ版の第1回放送分からシナリオ監修をしてきたシンエイ動画の金井浩は野原しんのすけの特徴について、ストーリーを引っ張るのではなく、脱線させるという、主人公としては珍しいタイプだとテレ朝POSTとのインタビューの中で話している。

### 身体能力
5歳児とは思えない程運動能力が高く、特に敏捷性・反射神経がずば抜けており、歩幅に差のあるみさえを初めとした大人から走って逃げ切る、暴力を振ってきた人物の攻撃を奇妙な動きで躱すといった事をやってのけている。全身の柔軟性もあり、前屈やブリッジといった窮屈な姿勢も淡々とこなせる。他にも、逆立ちのまま移動する、連続でバック転をする、高速で木を上り下りする、足枷のない垂直な壁にへばりつき移動する、這いつくばって音を立てずに高速で移動するといった技も持ち合わせている。また、動体視力も高く、飛んでいるハエを箸で捕まえることが出来る。未経験のスポーツ等の修得も非常に早く、さらにまぐれでその手のプロですら簡単にはできない高等技術を披露することも多い。特に剣道では幼年の部の優勝レベルの実力を有しており、師匠の武蔵野剣太から大成すると言われている。
(例えば映画11作では補助輪ありで自転車に乗っていたところ敵に補助輪を破壊されたが、その後覚醒しウイリーで敵の一団を愚弄するにとどまらず峠のダウンヒルでハングオンやドリフト走行、コースオフからのオフロード走行で特大ジャンプ･･･など、バイクレーサー張りのテクニックを披露している。)

### 特技
手や足を使わず尻だけで移動する「ケツだけ歩き」。純粋にギャグ目的であったり手足を使えない緊急時や音を立てずに移動する時にも使用する。また、気配を消して相手に気付かれないまま近づく事が出来る。

### 好物
好きな食べ物はお菓子の「チョコビ」（初期ではコアラのマーチ）、メロン、カレー、ウインナー、納豆、マカロニグラタン、白味噌、マグロ、エビチリ、シュウマイ、たけのこごはん。好きな飲み物は「プスライト（初期の頃はスペライト）」（スプライトのパロディ）と牛乳。逆に嫌いな食べ物はピーマン。
食欲はかなりの旺盛で、大口である。プリンやどら焼きを一口で食べる、屋台の焼きそばを掃除機のように口で吸いこんで一気に口の中に入れるほどである。
好きなテレビ番組は「アクション仮面」と「超電導カンタム・ロボ」。子供向け以外では、幼稚園から帰宅後昼ドラを見ている。洋画や外国のドラマを見ることもある。
美女に弱く、大抵の女性はしんのすけに好かれるが、恋愛対象は女子高生以上と決めており（例：酢乙女あいに幼稚園内で唯一「恋の虜」とならず、またあいの過剰なアプローチにもほとんど無反応）、周囲を呆れさせている。作中の人物では大原ななこ（20歳）に恋をしている。
また本気で興奮すると「ポッポー」と声をあげ蒸気機関車のような状態になったり、鼻血を出すことがある。

### 言葉づかい
基本的に、オラなどのジジ臭い口調をする。言葉の間違いが多く（音位転換が多く見受けられる）、訂正されると「そうとも言う」ととぼけるが、言い間違いをみさえや周囲の人に指摘される場面を一人芝居で正確に演じてみせるなど、わざとやっていることを示唆する場面もある。
口癖やよく言う言葉はたくさんある。代表的な例に「〜（だ）ゾ」、「おー」、「ほい」、「ほっほーい!」、「〜ですな」、「ワッハハハハ!」（アクション仮面の決め台詞）、「じゃ、そゆことで」、「ほうほう」、「いやー、それほどでもー」など。

### 友人関係

春日部市立春日部第1児童センターに設置されている風間トオルの立体像

基本的には老若男女、さらにはオカマなど誰とでもすぐに打ち解けるタイプであり、ゲストキャラとはほとんど仲良くなっている。日常的にはかすかべ防衛隊のメンバーである、風間トオル、桜田ネネ、佐藤マサオ、ボーちゃんらと遊んでいる描写がほとんどである。特に、風間トオルとの絡みが多い（「大親友の風間君」と呼ぶことが度々ある）。また、たまに酢乙女あいとも遊んでいる。そのあいを筆頭に、女子から好意を持たれることも少なくない。友人の中ではマサオとボーちゃんとの絡みが多く、「エンピツしんちゃん」ではマサオとボーちゃんと同じ小学校に通っている（ネネは同じ小学校だがクラスが異なり、風間は私立の小学校に通っている）。
マサオの家を訪ねる際、いつも間違えて向かい側の家や冷蔵庫に向かって「マーサーオくん」と声をかける。そのため本人から、わざとやっているのではと疑いをかけられている。
ネネの家は彼女宅から匂ってくる母親の手料理の独特のにおいだけで判別できる。ネネの家には食事時やおやつ時に行くことが多く、ネネの母の料理を「しつこいお味」と言いつつも遠慮なく食べる描写が多い。その度にネネの母は便所やクローゼットでウサギのぬいぐるみを殴りつけている。ネネとあいによるしんのすけの奪い合いによく巻き込まれるが、自身の現金な性格や、ネネの強引ぶりに対する辟易から、大抵はあいの財力に降る。
トオルの家に行くとよく居留守をつかわれ無視されるが、結局は上がり込むことが多い。風間トオルはよく耳に息を吹きかけるなどの悪戯やなりきりのターゲットにされており（耳に息を吹きかけられると風間君はたいてい恍惚の表情で感じ入ってしまう）、唇同士のキスもしたことがある。絡み（稀に喧嘩）がしばしばあるものの、風間トオルの家出に付き合い、どうにか匿おうする、トオルが父親の転勤でアメリカに引っ越すことになった際にひまわり組で壮行会を行った時、はなむけの歌としてひまわり組を代表して「今日の日はさようなら」を独唱するなどで、大親友としての姿を表出している。また、トオルもしんのすけを「心がエリートの親友」と思っており、「喧嘩するほど仲が良い」と言えるぐらいに本来はお互い大親友の関係である。
ボーちゃんとは「鬼のいないかくれんぼ」や「死体ごっこ」といった奇妙な遊びをする仲。
シロとの散歩では多くの愛犬家の知り合いがおり、その際は「シロちゃんのお兄ちゃん」と呼ばれることが多い。

### 生まれる前・0歳の時のしんのすけ
しんのすけがみさえのお腹の中にいた頃、ひろしの読んでいた雑誌の美女に反応した為、ひろし達は男の子が生まれると感じた。生まれる時も美人の看護師の前では顔を出すが、美人ではない看護師の前では顔をひっこめる等、しんのすけの美女好きは生まれる前からあったものである。

### 2歳の時のしんのすけ
しんのすけは2歳の頃、物覚えはよく、みさえが教えたことはすぐに言う。卵焼きが好きであり、「たまたま」と言っていた。配膳される卵焼きが少なかったことで、ひろしの弁当に入っている卵焼き3個を平らげたほどである。なお、卵焼き3個は一気食いしており、この頃から食いしん坊で、一気食いはできていたようである。
両親はお互いのことを呼び捨てで呼んで、発音もみさえをみたえ、ひろしをひろちなど上手く言えていなかった。ひろしとみさえに、ひろしのことをパパと呼ぶように教えられても、パンダやパンツと言ってまったくパパと呼ばなかったため、ひろしとみさえはずっと、パパ・ママって言ってくれなかったらどうしようと心配していたが、その心配は見事に的中。しばらくは両親の事を「みさえ」「ひろし」と呼び捨てにし、後に「母ちゃん」「父ちゃん」と呼ぶようになったが、「パパ」「ママ」と呼ぶことは無かった。
アパート暮らしで、飛んでいるハエがふすまに当たって跳ね返されるのを見て、それを自分でも行い、趣味にしていた（ひろし曰く、悲しいお遊戯）。原作ではこの行為がきっかけで、現在住んでいる家を買う決心がついた。家を決めるため不動産でモデルルームを見ていた際、ひろしとみさえを貧乏人として馬鹿にする言動をしていた中年の男性に破いた壁の濡れ衣を着せたことがあり（この破いた壁はみさえとひろしが鼻糞でへばり付けたが、同時期に見学に来ていた身なりが良く高所得者に見えた夫婦が来た瞬間に剥がれてしまい、それに激怒した夫婦によって契約寸前の所で破棄されてしまった）、作中で非常識な大人がしんのすけに遭遇したことで不幸に見舞われる（=成敗される）事はこの頃からあった。その後、「歯比不動産（の中にあった水着美女のポスター）」に反応した事で訪れ、その主人から売れ残っていた一軒家を紹介される。駅から遠い等の欠点があり、ひろし達は当初戸惑っていたが、元気にはしゃぐしんのすけを見てその家を購入した（35年ローンで支払う事になった）。
ボーちゃんを除くかすかべ防衛隊メンバーとは、歯磨き講習のときに知り合った。

### 未来のしんのすけ
将来の夢は大工になることだが、鬼瓦リフォームには入社したくないという（理由は本人曰く「将来性のあるところに行きたいから」）。
小学校に入学したしんのすけの姿は、「えんぴつしんちゃん」にて何度か登場している。学校での授業態度は悪く、ランドセルの中に教科書などの勉強道具や文房具は1つもなく、おもちゃが入っている。成績は非常に悪く、居残りや家への苦言は日常茶飯事だが、体育に限っては幼い頃からの運動神経ならびに身体能力から、成績がずば抜けている。
その物怖じしない向こう見ずな性格や言動から、上級生のいじめっ子から目を付けられることもあるが、持ち前の自由奔放さで凌いだり、仲良くなるなどしている。
しんのすけが19歳になった時点では、コンピューターが人間を支配し、逆らう者は手下のサイボーグに抹殺されるという恐ろしい世界になっていた。しんのすけはコンピューターにインチキなクイズを出題し、そのコンピューターをクラッシュさせたことで平和を取り戻した。19歳のしんのすけはシルエットのみの登場であり、髪型は天然パーマになっているが、顔の輪郭や口調は5歳の頃と変わっていない。
劇場版第3作ではタイムスーツの力で大人に変身し、雲黒斎のロボットと戦う。声は変わりないが、顔は隠されており、素顔が現れる事はなかった。
劇場版第18作でも未来で大人になったしんのすけが登場したが、アクション仮面に変装していた上に最後まで顔が隠されており、詳しい容姿は不明だった。ネオトキオに光を取り戻すために行動していたが、金有電気の研究室の入社を断ったことで社長の金有増蔵から逆恨みされていた。具体的な過去は明かされていないが、ネオトキオ一の大企業だった金有電気の社長から直々にスカウトされていたという。タミコという女性と婚約しており、5歳の自分と協力してネオトキオを救った。ここでは声変わりしており、神奈延年が演じた。
「ギリギリ主婦みさえ〜習い事が見つからない」では成人したしんのすけの姿が描かれ、素顔は不明ながら口元は見えており、ひろしと似た顔の形を想起させる。
その他、アニメ「嵐を呼ぶおじいちゃんだゾ」（2020年7月11日放送）では、しんのすけに酷似したじんのすけ（声 - 野沢雅子）という老人が登場した。

## 単行本未収録回のしんのすけ
週刊アクションで連載された第1話をはじめとする単行本未収録回は、アクション幼稚園の転入生であるしんのすけが幼稚園で繰り広げる騒動を描いている。このうち、運動会を扱った回では、「陸上部のエースの中学の兄」を自慢するチーターに対し、しんのすけが「まだ始まってない中二の姉」がいると発言する場面がある。その姉は作中一切登場しておらず、この回のしんのすけの発言のみ言及されている。前後のやり取りから意味もなく対抗して言った可能性が高いが、仮に事実だった場合、現在29歳のみさえはその中二の姉（14歳と仮定）を15歳で出産したという事になるが、みさえはアクション掲載当時の時点で未登場。みさえは24歳の時にしんのすけを産んでいるが、ひろしと初めて出逢ったのは大人になってからである。
なお、単行本1巻の1話は、連載開始から約半年後に掲載されたものであり、初めて週刊アクションに連載された第1話とは異なる。

## 劇中で描かれた命名の経緯
父親の野原ひろしが「しんいち・とものり・すぐる・けんた」の4つの名前を考案し、これらの名前を紙に記した。その後みさえが産気づいたという連絡を受け、雨の中、カバンを傘にして産婦人科へ向かう。到着したときには雨で紙が濡れて一部の文字が滲んで読めなくなっており、「しんのすけ」という5文字だけが残っていたことによる（しんいち・とものり・すぐる・けんた）。この経緯から妹・ひまわりの命名をする際には役所への出生届の提出期限ギリギリまで悩むほどに慎重になり、ひろしの父・銀の介による野原家代々に伝わる命名法まで借りることとなった。ただし、タイムスリップしたしんのすけが結婚する前のひろしとみさえに「子供が産まれたらしんのすけって名前にしてね」とリクエストしている。しかし、ひろし・みさえは、このいい加減な名づけ方が原因でいい加減な子に育ったのかと思い、しんのすけには名前の由来を教えていない。名前は一貫して平仮名で表記されているが、『アッパレ!戦国大合戦』の劇中でひろしが図書館で確認していた歴史資料には「野原信之介」と表記されていた。

## かすかべ防衛隊
しんのすけが結成した組織。しんのすけのパーソナルカラーは赤。

## 家族・親戚

### 主な家族・親戚
※しんのすけ視点で記載。
- 父：野原ひろし（双葉商事勤務・35歳）
- 母：野原みさえ（専業主婦・旧姓:小山・29歳）
- 妹：野原ひまわり（0歳）
- ペット：シロ（？歳）
- 伯父：野原せまし（ひろしの兄、秋田在住、農業経営・40歳）[注 25]
- 伯母：野原育菜（せましの妻、旧姓:小鹿野、秋田在住、農業経営・27歳）
- 従兄：野原樹（ひろしの甥、育菜の連れ子、秋田在住、？歳）
- 従妹：野原菜摘（ひろしの姪、育菜の連れ子、秋田在住、5歳）
- 従弟：野原芽生（ひろしの甥、せましの子、秋田在住、0歳、原作のみ）
- 従姉：桜チル子（ひろしの姪、浪人生のちに大学生、アニメオリジナルキャラクター）[注 26]
- 祖父：野原銀の介（ひろしの父・65歳、秋田在住）、小山よし治（みさえの父・63歳、熊本在住）
- 祖母：野原つる（銀の介の妻・62歳、秋田在住）、小山ひさえ（よし治の妻・58歳、熊本在住）
- 伯母：小山まさえ（みさえ、むさえの姉・35歳、熊本在住、中学教師）
- 叔母：小山むさえ（みさえの妹・26歳、埼玉県<またずれ荘>在住<一時野原家の使われていない2階の一室を借り、半ば強引に居候をしていた>、写真家の助手）
- 大叔母：ふさえ（ひさえの妹でみさえ3姉妹の叔母、アニメオリジナルキャラクター）
- 先祖：げんのすけ（野原家の先祖、アニメオリジナルキャラクター）

※以上のメンバーの詳細についてはクレヨンしんちゃんの登場人物一覧参照

### 系図
以下はしんのすけ視点の系図。
|                       |                       | 母方祖父 小山よし治（63） | 母方祖父 小山よし治（63） | 母方祖父 小山よし治（63） | 母方祖父 小山よし治（63） | 母方祖父 小山よし治（63） | 母方祖父 小山よし治（63） |                       |                       |                       |                       |                       |                       | 母方祖母 小山ひさえ（58） | 母方祖母 小山ひさえ（58） | 母方祖母 小山ひさえ（58） | 母方祖母 小山ひさえ（58） | 母方祖母 小山ひさえ（58） | 母方祖母 小山ひさえ（58） |                   |                   |                   |                   |  |  | 父方祖父 野原銀の介（65） | 父方祖父 野原銀の介（65） | 父方祖父 野原銀の介（65） | 父方祖父 野原銀の介（65） | 父方祖父 野原銀の介（65） | 父方祖父 野原銀の介（65） |                    |                    |  |  |                     |                     | 父方祖母 野原つる（62） | 父方祖母 野原つる（62） | 父方祖母 野原つる（62） | 父方祖母 野原つる（62） | 父方祖母 野原つる（62） | 父方祖母 野原つる（62） |  |  |
|                       |                       | 母方祖父 小山よし治（63） | 母方祖父 小山よし治（63） | 母方祖父 小山よし治（63） | 母方祖父 小山よし治（63） | 母方祖父 小山よし治（63） | 母方祖父 小山よし治（63） |                       |                       |                       |                       |                       |                       | 母方祖母 小山ひさえ（58） | 母方祖母 小山ひさえ（58） | 母方祖母 小山ひさえ（58） | 母方祖母 小山ひさえ（58） | 母方祖母 小山ひさえ（58） | 母方祖母 小山ひさえ（58） |                   |                   |                   |                   |  |  | 父方祖父 野原銀の介（65） | 父方祖父 野原銀の介（65） | 父方祖父 野原銀の介（65） | 父方祖父 野原銀の介（65） | 父方祖父 野原銀の介（65） | 父方祖父 野原銀の介（65） |                    |                    |  |  |                     |                     | 父方祖母 野原つる（62） | 父方祖母 野原つる（62） | 父方祖母 野原つる（62） | 父方祖母 野原つる（62） | 父方祖母 野原つる（62） | 父方祖母 野原つる（62） |  |  |
|                       |                       |                           |                           |                           |                           |                           |                           |                       |                       |                       |                       |                       |                       |                           |                           |                           |                           |                           |                           |                   |                   |                   |                   |  |  |                           |                           |                           |                           |                           |                           |                    |                    |  |  |                     |                     |                         |                         |                         |                         |                         |                         |  |  |
|                       |                       |                           |                           |                           |                           |                           |                           |                       |                       |                       |                       |                       |                       |                           |                           |                           |                           |                           |                           |                   |                   |                   |                   |  |  |                           |                           |                           |                           |                           |                           |                    |                    |  |  |                     |                     |                         |                         |                         |                         |                         |                         |  |  |
| 伯母 小山まさえ（35） | 伯母 小山まさえ（35） | 伯母 小山まさえ（35）     | 伯母 小山まさえ（35）     | 伯母 小山まさえ（35）     | 伯母 小山まさえ（35）     |                           |                           | 叔母 小山むさえ（26） | 叔母 小山むさえ（26） | 叔母 小山むさえ（26） | 叔母 小山むさえ（26） | 叔母 小山むさえ（26） | 叔母 小山むさえ（26） |                           |                           | 母 野原みさえ(29)         | 母 野原みさえ(29)         | 母 野原みさえ(29)         | 母 野原みさえ(29)         | 母 野原みさえ(29) | 母 野原みさえ(29) |                   |                   |  |  |                           |                           | 父 野原ひろし(35)         | 父 野原ひろし(35)         | 父 野原ひろし(35)         | 父 野原ひろし(35)         | 父 野原ひろし(35)  | 父 野原ひろし(35)  |  |  | 伯父 野原せまし(40) | 伯父 野原せまし(40) | 伯父 野原せまし(40)     | 伯父 野原せまし(40)     | 伯父 野原せまし(40)     | 伯父 野原せまし(40)     |                         |                         |  |  |
| 伯母 小山まさえ（35） | 伯母 小山まさえ（35） | 伯母 小山まさえ（35）     | 伯母 小山まさえ（35）     | 伯母 小山まさえ（35）     | 伯母 小山まさえ（35）     |                           |                           | 叔母 小山むさえ（26） | 叔母 小山むさえ（26） | 叔母 小山むさえ（26） | 叔母 小山むさえ（26） | 叔母 小山むさえ（26） | 叔母 小山むさえ（26） |                           |                           | 母 野原みさえ(29)         | 母 野原みさえ(29)         | 母 野原みさえ(29)         | 母 野原みさえ(29)         | 母 野原みさえ(29) | 母 野原みさえ(29) |                   |                   |  |  |                           |                           | 父 野原ひろし(35)         | 父 野原ひろし(35)         | 父 野原ひろし(35)         | 父 野原ひろし(35)         | 父 野原ひろし(35)  | 父 野原ひろし(35)  |  |  | 伯父 野原せまし(40) | 伯父 野原せまし(40) | 伯父 野原せまし(40)     | 伯父 野原せまし(40)     | 伯父 野原せまし(40)     | 伯父 野原せまし(40)     |                         |                         |  |  |
|                       |                       |                           |                           |                           |                           |                           |                           |                       |                       |                       |                       |                       |                       |                           |                           |                           |                           |                           |                           |                   |                   |                   |                   |  |  |                           |                           |                           |                           |                           |                           |                    |                    |  |  |                     |                     |                         |                         |                         |                         |                         |                         |  |  |
|                       |                       |                           |                           |                           |                           |                           |                           |                       |                       |                       |                       |                       |                       |                           |                           |                           |                           |                           |                           |                   |                   |                   |                   |  |  |                           |                           |                           |                           |                           |                           |                    |                    |  |  |                     |                     |                         |                         |                         |                         |                         |                         |  |  |
|                       |                       |                           |                           |                           |                           |                           |                           |                       |                       |                       |                       |                       |                       |                           |                           |                           |                           | 野原しんのすけ(5)         | 野原しんのすけ(5)         | 野原しんのすけ(5) | 野原しんのすけ(5) | 野原しんのすけ(5) | 野原しんのすけ(5) |  |  |                           |                           | 妹 野原ひまわり(0)        | 妹 野原ひまわり(0)        | 妹 野原ひまわり(0)        | 妹 野原ひまわり(0)        | 妹 野原ひまわり(0) | 妹 野原ひまわり(0) |  |  |                     |                     |                         |                         |                         |                         |                         |                         |  |  |

## キャスティング・演技

### 初代（矢島晶子）
1992年4月13日放送分から2018年6月29日放送分まで、しんのすけの声は矢島晶子が演じた。
初代監督の本郷みつるによると当初、内定していた声優がいたが、プロデューサーが別の声優を推挙して、トラブルになり白紙になった。その後「主役だけは監督の自分が決めたい」という思いがあった本郷が周囲の反対を押し切り、矢島を採用。当初の矢島は満足な演技が出来ず、本郷自身も困惑したが、その後はしんのすけを短期間で演じ切れる様になった。
しんのすけ役のオーディションにはたてかべ和也の勧めで参加した矢島の他に田中真弓、坂本千夏、後に風間くん役で矢島と長年共演することになる真柴摩利が参加していた。田中、坂本によると「オーディションの内容はしんのすけの声で『ぞうさん』を歌唱することだった」という。両者は落選して、当初は納得がいかなったものの、オンエアされた矢島の声を聞いて敗北感を感じたと語っている。真柴もしんのすけ役のオーディションを受けたものの、「自分は風間くん役の方が合っていると感じた」という。最終オーディションで矢島と組んだ藤原啓治も矢島が受かると思っていたと後に本郷に話した。
矢島は演じる中で試行錯誤を重ねてきたため、アニメ初期から現在までの間に声が大きく変化している。最初期は少しひねくれた少年の声そのものであったのが比較的短期間で低く、ボーっとした声に変化、その後は雰囲気を保ったままトーンが徐々に上がり続けていった。なお、放送初期はエンディングで「しんちゃん」とクレジットされていたが、現在は「しんのすけ」である。
矢島は「しんのすけの声を保ち続ける作業が難しくなった」として、2018年6月29日の放送分を最後に降板。後任は小林由美子が起用された。

### 2代目（小林由美子）
野原しんのすけ役のオファーはある日、音響会社のスタッフから直接話したいことがあると連絡があり、しんのすけの2代目をやってくれないかと打診されて驚きつつもイエス以外の答えしか出ず、その答えをしたことに後悔はないという。就任後はDVDを貰い、数ヶ月に渡り、野原しんのすけのしゃべり方や抑揚を勉強する「しんちゃんレクチャー」を受けた。
最初の頃は「矢島さんが演じる、あのしんのすけをやらなければ」という声真似に囚われすぎて芝居が全く出来ていなかったが、監督や音響監督に「モノマネをしてほしいんじゃない、野原しんのすけという嵐を呼ぶ5歳児を天真爛漫に自由にやってほしい」と言われたことでお芝居を楽しもうという意識を切り替えられたため、最近は「矢島さんのしんちゃんは唯一無二であり、そこにリスペクトは欠かさず、とにかく楽しんで自分なりのしんのすけ5歳を演じる」という考え方に変化している。

## CD
以下の楽曲をCDで発表している。
- オラはにんきもの
- パカッポでGO!
- ユルユルでDE-O!
- ママとのお約束条項の歌（ラップ）
- わっはっはーのはっ!
- はっぴーばーすでぃお正月
- お正月の誓い
- いぬのおまわりさん ※童謡のカバー
- おなかのへるうた ※童謡のカバー
- やぎさんゆうびん ※童謡のカバー
- ふしぎなポケット ※童謡のカバー
- しんちゃん音頭 〜オラといっしょにおどろうよ〜（ゆうこ&のはらしんのすけ）
- しんちゃん音頭 〜オラといっしょにおどろうよ〜（三波春夫&のはらしんのすけ）
- パリジョナ大作戦（マロン公しゃく&のはらしんのすけ）
- とべとべおねいさん（のはらしんのすけ&アクション仮面）
- みんなでオエロビクス（のはらしんのすけ&チョコビーズ）
- Jumpin' Kids（えいご・ばぁじょん）（ブレンダ&のはらしんのすけ）
- ぶっとび自転車（のはらみさえ、しんのすけ）
- しんちゃんのジングルベル'93（のはらみさえ、しんのすけ）
- てゆーかハリケーン（C-chang&のはらしんのすけ）
- 野原が丘の戦い（みさえ、しんのすけ）
- こんな時こそ焼肉がある（のはら家オールスターズ）
- せんろはつづくよどこまでも（のはらしんのすけ、ひろし、みさえ） ※童謡のカバー
- おもちゃのチャチャチャ（のはらしんのすけ、ひろし、みさえ） ※童謡のカバー

## CM
以下特記のない限り、テレビでの放映。
- JAにしうわ
  - 「JA西宇和みかん 3つの太陽の恵み」 - 共演：みさえ、ひろし、ひまわり、シロ
- 丸美屋
  - 「クレヨンしんちゃんカレー」 - 共演：みさえ、シロ
  - 「クレヨンしんちゃん ふりかけ」 - 共演：風間トオル、桜田ネネ
- ニッポンレンタカー - 共演：みさえ、ひろし、ひまわり、シロ
- 東ハト
  - 「チョコビ」- 共演：みさえ、ひろし、ひまわり、シロ
- ハート
  - 「クレヨンしんちゃん ねりチュー」 - 共演：風間トオル、桜田ネネ、佐藤マサオ、ボーちゃん
- 花王
  - 「アタックNeo抗菌EX Wパワー」- 共演：みさえ、ひろし、シロ
  - 「8×4 MEN 薬用ボディウォッシュ」- 共演：ひろし、みさえ、ひまわり
- ジョンソン・エンド・ジョンソン
  - 「スクラビングバブル」 - 共演：みさえ
  - 「トイレスタンプ 漂白成分プラス」- 共演：ひろし
- センチュリー21・ジャパン
  - テレビCM
    - 『C21の歌』篇、『どこでも出現』篇（2021年4月 - ）※センチュリー21応援隊長就任。ケイン・コスギ、稲村亜美と共演[45]

  - ラジオCM（JFN系列）
    - 週末午前5:00〜10:00枠の時報を担当（※2022年10月1日-2023年3月26日）。
- ABCフロンティア / エイチ・エヌ・アンド・アソシエイツ
  - 「プリキュア プリティストア」[46]

## 著書（絵本）
- のはらしんのすけのオラがかいたえほん（双葉社、1997年、ISBN 457528761X）